# Miandrivazo (district)
Miandrivazo is een district van Madagaskar in de regio Menabe. (2011) en heeft een oppervlakte van 12.545 km², verdeeld over 15 gemeentes. De hoofdplaats is Miandrivazo.